# اس‌اس چوسان
اس‌اس چوسان (به انگلیسی: SS Chusan) یک کشتی است که طول آن ۶۴۶٫۵ فوت (۱۹۷٫۱ متر) می‌باشد. این کشتی در سال ۱۹۴۹ ساخته شد.